# 시비우 대광장

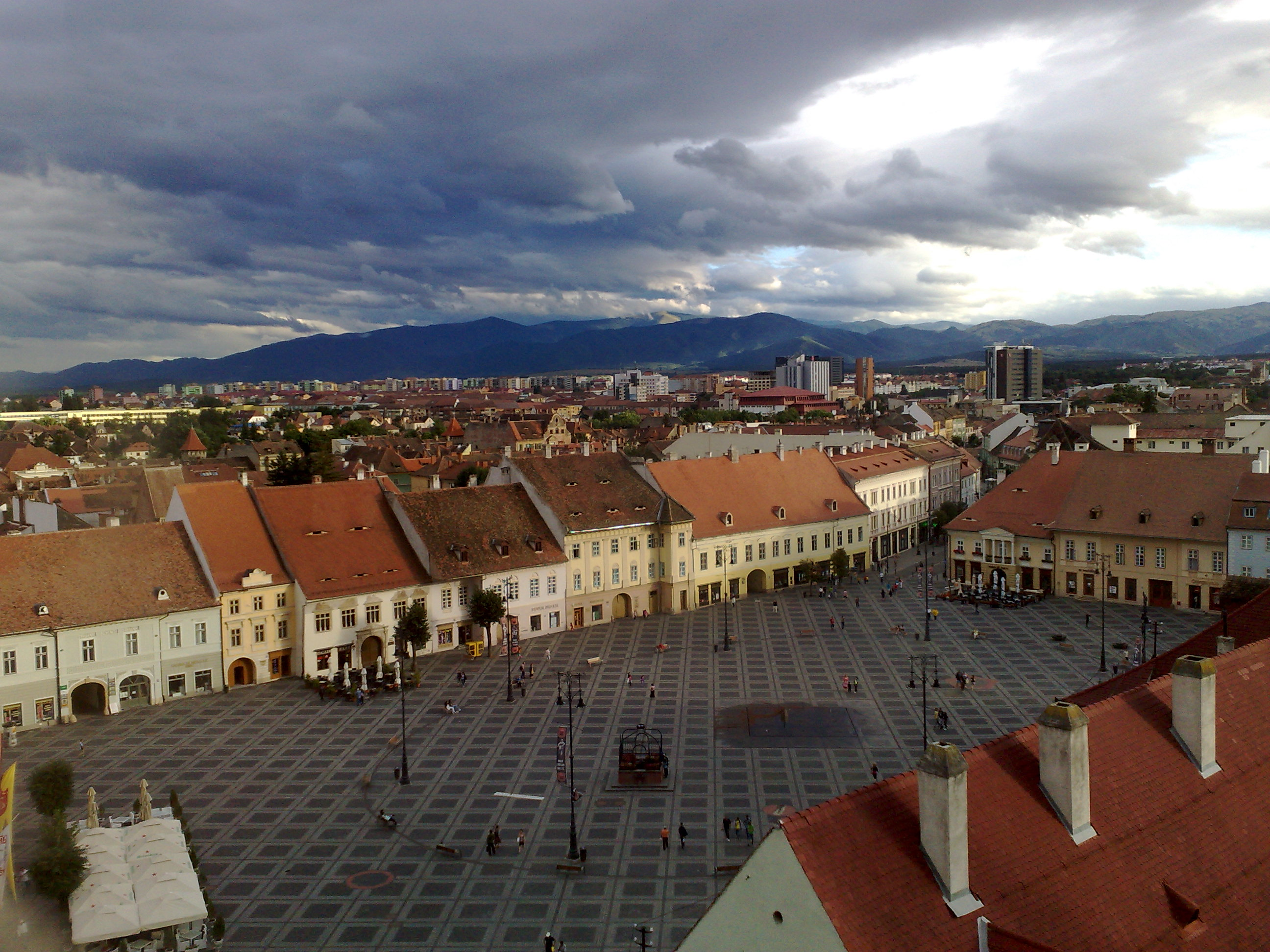
시비우 대광장

시비우 대광장(루마니아어: Piața Mare din Sibiu)은 루마니아 시비우에 있는 광장이다. 1366년부터 존재했던 광장이다. 구시가지에서 가장 큰 공공 광장으로 시비우 상인들의 경제 활동을 했다. 이 장소에서는 시민 회의, 박람회, 심지어 처형까지 이루어졌다.

## 주요 건축물
- 시비우 브루켄탈 궁전
- 예수회 교회
- 시비우 의회 타워